# Paolo Sammarco
Paolo Sammarco (né le 17 mars 1983 à Côme) est un ancien footballeur italien qui jouait au poste de milieu de terrain.

## Biographie
Il évolue à Spezia entre 2012 et 2015.